# Agencja Uzbrojenia
Agencja Uzbrojenia (AU) – jednostka organizacyjna Ministerstwa Obrony Narodowej z siedzibą w Warszawie, utworzona na mocy decyzji Nr 310/DPZ Ministra Obrony Narodowej z 1 września 2021 roku oraz decyzji Nr Z-89/ZOiU-P1 Ministra Obrony Narodowej z 29 listopada 2021 roku. Agencja Uzbrojenia zastąpiła Inspektorat Uzbrojenia. Wraz z jej utworzeniem zmienione zostały wewnętrzne przepisy MON.  
Ponadto z dniem 31 grudnia 2021 roku rozformowane zostały Inspektorat Innowacyjnych Technologii Obronnych w Warszawie oraz Biuro ds. Umów Offsetowych w Warszawie, których zadania przejmie nowa agencja. Dodatkowo w związku z przejęciem części kompetencji przez agencję dokonane zostaną również zmiany organizacyjno-etatowe w Wojskowym Centrum Normalizacji, Jakości i Kodyfikacji w Warszawie. 

## Charakterystyka
Celem agencji jest: 
1. wzmacnianie potencjału obronnego poprzez skuteczne, terminowe pozyskiwanie i dostarczanie sprzętu wojskowego,
2. definiowanie wymagań sprzętowych dla zidentyfikowanych potrzeb operacyjnych,
3. inicjowanie prac badawczo-rozwojowych oraz przeprowadzanie procedur pozyskiwania sprzętu wojskowego i usług dla Sił Zbrojnych RP wraz z powiązanymi inwestycjami budowlanymi,
4. nadzór nad jakością dostarczanych wyrobów,
5. przygotowanie i nadzorowanie umów offsetowych, (Na mocy nowej decyzji od dnia 1 stycznia 2022 roku nadzór nad wykonywaniem umów offsetowych sprawuje osoba zajmująca kierownicze stanowisko w MON poprzez Szefa Agencji Uzbrojenia.)
6. zarządzanie prawami własności intelektualnej stanowiącymi efekt prac badawczo-rozwojowych.

Utworzenie AU jest jednym z elementów przeprowadzonej przez MON reformy systemu nabywania sprzętu wojskowego. Wraz z nią utworzona została Rada Modernizacji Technicznej, na której czele stoi Minister Obrony, a jego zastępcami są przedstawiciele Sztabu Generalnego i Agencji Uzbrojenia. Główne zadania Rady to zatwierdzanie wymagań sprzętowych oraz ustalanie priorytetów modernizacyjnych.

Insygnia
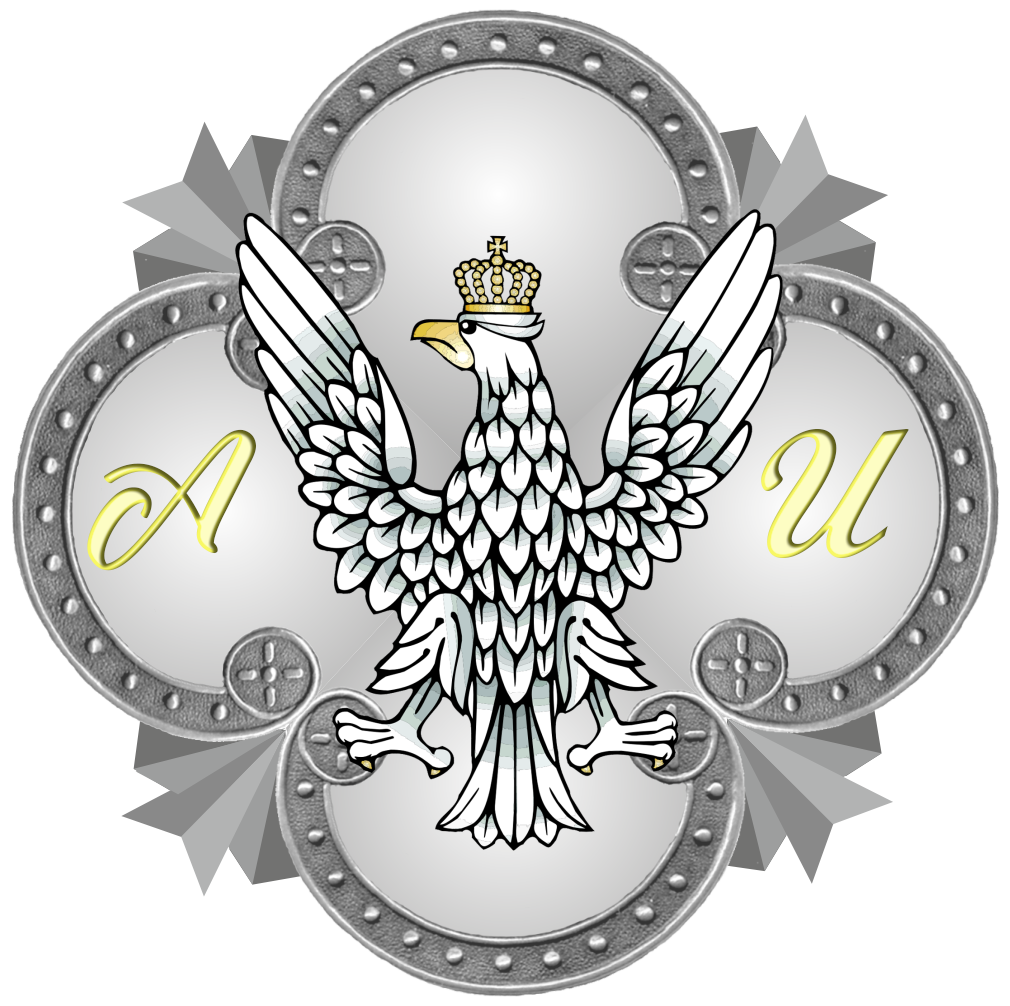
Odznaka pamiątkowa
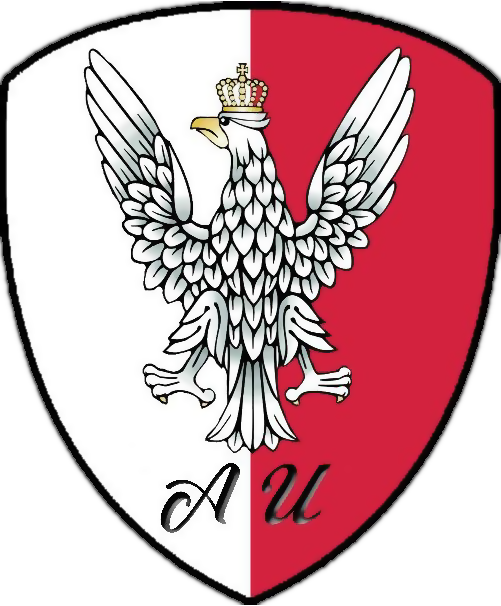
Oznaka rozpoznawcza na mundur wyjściowy
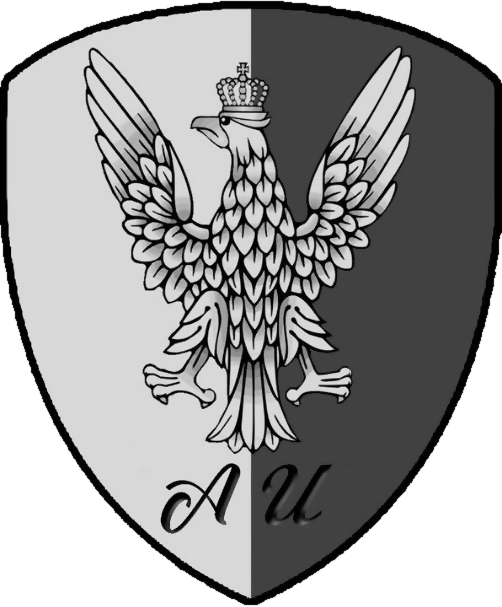
Oznaka rozpoznawcza na mundur polowy

## Jednostki podległe
W skład agencji weszło Biuro do spraw Umów Offsetowych, Inspektorat Implementacji Innowacyjnych Technologii Obronnych oraz Wojskowe Centrum Normalizacji, Jakości i Kodyfikacji (WCNiK) w części, która sprawuje nadzór nad jakością pozyskiwanego sprzętu, co w szczególności wiąże się z przejęciem przez agencję zwierzchnictwa nad dwunastoma Rejonowymi Przedstawicielstwami Wojskowymi (RPW).
- 1 Rejonowe Przedstawicielstwo Wojskowe
- 3 Rejonowe Przedstawicielstwo Wojskowe
- 4 Rejonowe Przedstawicielstwo Wojskowe
- 6 Rejonowe Przedstawicielstwo Wojskowe
- 7 Rejonowe Przedstawicielstwo Wojskowe
- 15 Rejonowe Przedstawicielstwo Wojskowe
- 20 Rejonowe Przedstawicielstwo Wojskowe
- 33 Rejonowe Przedstawicielstwo Wojskowe
- 43 Rejonowe Przedstawicielstwo Wojskowe
- 74 Rejonowe Przedstawicielstwo Wojskowe
- 79 Rejonowe Przedstawicielstwo Wojskowe
- 149 Rejonowe Przedstawicielstwo Wojskowe

## Struktura[7]
- Szefostwo Techniki Lądowej
- Szefostwo Techniki Lotniczej
- Szefostwo Dowodzenia i Łączności
- Szefostwo Techniki Morskiej
- Zespół Programu Zintegrowanej Obrony Przeciwlotniczej i Przeciwrakietowej
- Szefostwo Zamówień Zagranicznych
- Szefostwo Uzbrojenia
- Szefostwo Badań i Rozwoju
- Oddział Umów Offsetowych

## Szefowie AU
- gen. bryg. Artur Kuptel (od 1 stycznia 2022)[8][9]